# Marcos Fernando Nang
Marcos Fernando Nang (16 maart 1969), ook wel kortweg Marcão genoemd, is een voormalig Braziliaans voetballer.

## Carrière
Marcão speelde tussen 1992 en 1993 voor Shimizu S-Pulse.